# Фелікс Ясінський
Фе́лікс Ясі́нський (пол. Feliks Antoni Michał Jasiński, рос. Ясинский Феликс Станиславович; 15 вересня 1856, Варшава — 18 листопада 1899, Санкт-Петербург) — польський науковець-механік та інженер, фахівець в галузі будівельної механіки.

## Біографія
Фелікс Ясінський народився у 1856 році у Варшаві в сім'ї нотаріуса земської канцелярії. Його мати померла при родах. Його дід ветеран Листопадового повстання був відомим у Варшаві лікарем. Старший брат Фелікса, Роман, був як і його дід, лікарем і одним із фундаторів швидкої медичної допомоги у Варшаві. У віці 8 років Фелікс пішов на навчання у 2-гу Варшавську класичну гімназію, яку закінчив, коли йому було 15. У 1872 перебрався до Санкт-Петербурга, де склав вступні іспити до Інституту інженерів шляхів сполучення, який закінчив у 1877 у віці 21 року.

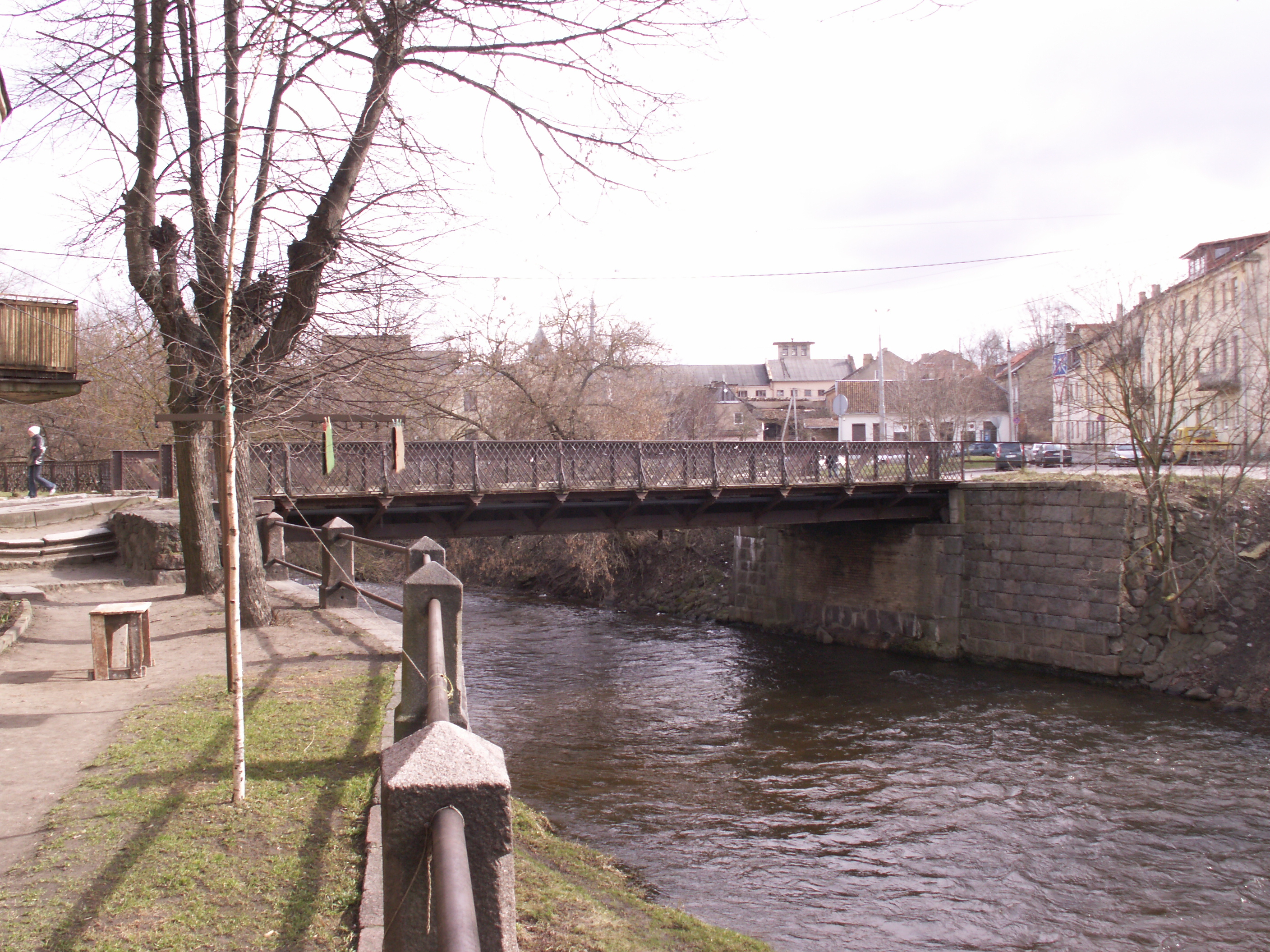
Поплавський міст й укріплені береги Вільні (Вілейки)

У 1878 році поступив на службу у Головне товариство російської залізниці, на Варшавську залізницю, де обіймав різні посади аж до начальника восьмої дистанції залізниці у Вільно.
З 1880 до 1888 року Ясінський працював за сумісництвом на посаді віленського міського інженера, причому проведені ним роботи суттєво посприяли благоустрою міста. Найважливіші його роботи у місті Вільно — регулювання й укріплення берегів річки Вілейки, водопостачання і каналізація частини міста, будівництво Заріченського та Поплавського мостів, проект будівлі міської бойні. За проектом Ясінського було реконструйовано палац графа Ігнаци Кароль Корвін-Мілевського, тепер палац Спілки письменників Литви. Після від'їзду Ясінського з Вільно у 1888 році реконструкцію завершував архітектор Юліан Янушевський. У Вільно також розпочалась і педагогічна діяльність Ф. С. Ясінського. У 1881—1883 роках він викладав курс залізничної справи у Віленському залізнично-технічному училищі.

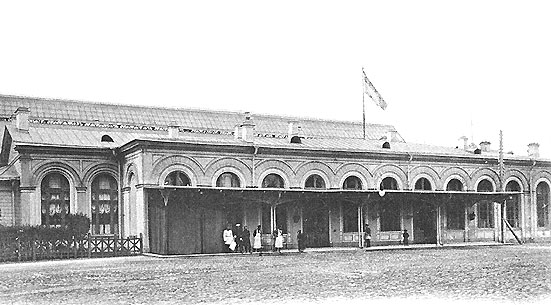
Варшавський вокзал у Гатчині (поч.XX ст.), на передньому плані навіс над пасажирською платформою конструкції Ясінського

З робіт Ясінського на посаді начальника санкт-петербурзької дистанції залізниці Санкт-Петербург — Варшава в кінці 1880-х слід відзначити: перебудування залізного моста через річку Іжора, встановлення електричного освітлення на станції Гатчина та будівництво гатчинського навісу над пасажирським пероном за системою тришарнірних арок, вперше застосованих у Росії .
У 1890 році Ясінський перейшов на Миколаївську залізницю начальником технічного відділу, а згодом, з 1892 року помічником головного інженера (у 1894 році у зв'язку з перейменуванням посади помічником начальника служби колії та будівель). Під керівництвом Ясінського було виконано низку проектів з різних галузей інженерної справи, а саме: розширення паровозних майстерень на Олександрівському заводі із встановленням залізних кроков за врівноваженою системою, запропонованою Ясинським, що набула значного поширення в Росії, нові майстерні для пасажирських і товарних вагонів з конструкцією пилкоподібних крокв за новою схемою, запропонованою Ясінським, водопостачання цього заводу.

## Наукова кар'єра
Більшість цих споруд були описані в «Известиях собраний инженеров путей сообщения», де у 1893 році була надрукована стаття Ясінського «Застосування зрівноважених ферм до залізних крокв» («Применение уравновешенных ферм к железным стропилам» изд. и отдельно СПб., 1893). При розробці проектів підсилень металевих мостів Ясінський зіштовхнувся з проблемою стійкості стиснутих стрижнів і у період 1892—1896 років опублікував у російських та зарубіжних технічних журналах низку статей і монографію з цієї проблеми. Остання у 1894 році була удостоєна премії заслуженого професора Андреєва П. М., яка присуджувалась Петербурзьким інститутом інженерів шляхів сполучень з 1884 року раз на 10 років за кращу працю інженера шляхів сполучень з будь-якого інженерного питання.
Ясінський на основі аналізу точного і наближеного диференціальних рівнянь зігнутої осі бруса після втрати стійкості у 1892—1894 пояснив збіжність критичних сил, отриманих шляхом інтегрування цих рівнянь. Він розв'язав низку задач про стійкість стрижнів під дією розподілених навантажень. Диференціальні рівняння були про інтегровані в рядах. Зокрема, він розглянув стрижень із шарнірно опертими кінцями в пружному середовищі, реакції якого є перпендикулярними до осі стрижня і пропорційні до величини прогину, стиснений осьовим зусиллям, інтенсивність якого є пропорційною до відстані середнього перерізу (задача Ясінського). До розв'язку цієї задачі зводиться розрахунок стиснених поясів відкритих мостів. Ясінський увів поняття коефіцієнта довжини, дав визначення критичних напружень за границею пропорційності, запропонував таку ж лінійну залежність їх від гнучкості, як і Л. Тетмаєр, коефіцієнти якої він отримав в результаті обробки даних Й. Баушінгера, Л.Тетмаєра та А. Консідера (фр. A. Conscider). Він увів поняття коефіцієнта допустимого напруження на стиск, що є функцією гнучкості стрижня і розробив метод розрахунку стиснутих стрижнів на стійкість за цим коефіцієнтом. Ясінському належать дослідження з розрахунку залізничних колій та статті про динамічний вплив навантажень на залізничні мости.
Ясінський брав активну участь у підготовці до випуску збірника «Очерк експлуатації Миколаївської залізниці Головним товариством російських залізниць» («Очерк эксплуатации Николаевской железной дороги Главным обществом российских железных дорог»), у якому йому належить значна частина статей. Ясінський був з 1892 року редактором журналу «Известия собраний инженеров путей сообщения», де були опубліковані його найзначиміші статті.

## Викладацька робота
У 1892—1893 роках опублікував монографію «Опыт развития теории продольного изгиба», де подав одночасно з Л. Тетмаєром емпіричні рівняння для обчислення напружень при поздовжньому згині. У цій праці він опублікував методики розрахунків з власного досвіду, започаткованого дослідженнями мостових балок, де запропонував рівняння для визначення критичних навантажень, при яких стискувані бруси зазнають викривлень через втрату стійкості. Ці рівняння як і таблиці запропоновані Ясінським застосовуються і донині в інженерній практиці у всьому світі.
У 1894 Ясінський за суттєво перероблену монографію, що вийшла під назвою «Про опір поздовжньому згину» («О сопротивлении продольному изгибу», СПб., перекладено французькою і польською) отримав світову славу серед інженерної спільноти та науковий ступінь ад'юкта прикладної механіки. Такий ступінь давав право обіймати професорську посаду. У 1895 році Ясінського було затверджено штатним ад'юнктом по кафедрі будівельної механіки Інституту шляхів сполучення. У тому ж році він подав у раду інституту записку про необхідність уведення в інституті викладання курсу теорії пружності, з якого ним була розроблена робоча програма. Ясінський став читати курс у 1895-96 роках, що незабаром став обов'язковим.
У 1896 році Ясінський був обраний екстраординарним професором по кафедрі будівельної механіки, у тому ж році він почав читати лекції з будівельної механіки, що викликали великий інтерес, також в Гірничому інституті та Інституті цивільних інженерів.
У 1899 році Фелікс Ясінський очолив кафедру будівельної механіки у реорганізованому у вищий навчальний заклад Електротехнічному інституті. За час своєї педагогічної діяльності він опублікував конспекти лекцій з курсів опору матеріалів, статики споруд і теорії пружності, а також низку статей з розрахунку плоских та просторових стрижневих систем.

## Винахідництво
Ясінський був також автором винаходів і галузі будівельної механіки. Під час роботи над теорією пружності удосконалив обладнання для вимірювання деформацій — тензометр. Він перший розробив конструкцію тришарнірних решітчастих арок навісів над перонами, що були збудовані у 1889 році на станції Гатчина, а також спроектував дахове перекриття на основі пилкоподібних крокв, модель якого експонувалась на Всесвітній виставці у Парижі в 1900 році.

## Деякі наукові публікації
Ф.Ясінський опублікував близько 50 праць з тематики будівельної механіки та цивільного будівництва. Серед них:
- «Опыт развития теории продольного изгиба» (1892 і окремо, СПб., 1893);
- «Заметка о рельсовых стыках на мостах в связи с вопросом о вертикальных колебаниях ферм» (1893);
- «К вопросу о сопротивлении решетчатых ферм выпучиванию» (1893);
- «Геометрическое доказательство теоремы Кориолиса»;
- «Расчёт шарнирного многоугольника с вершинами, скользящими по неподвижным прямым»;
- «О сопротивлении продольному изгибу», СПб., перекладено французькою і польською;
- «Влияние торможения поездов на прочность проезжей части железных мостов» (1894);
- «К вопросу о разложении сложных статически определимых ферм на простые системы» (1898);
- «Опыт общей теории равновесия сооружений» (1899).